# 116-й гвардейский истребительный авиационный полк
116-й гвардейский истребительный авиационный Радомский Краснознамённый полк (116-й гв. иап) — воинская часть Военно-Воздушных сил (ВВС) Вооружённых Сил РККА, принимавшая участие в боевых действиях Великой Отечественной войны, вошедшая в состав ВВС Республики Беларусь в 1993 году.

## История наименований
- 563-й истребительный авиационный полк;
- 116-й гвардейский истребительный авиационный полк;
- 116-й гвардейский истребительный авиационный Краснознамённый полк;
- 116-й гвардейский истребительный авиационный Радомский Краснознамённый полк;
- 16-й гвардейский авиационный Радомский Краснознамённый полк истребителей-бомбардировщиков;
- 116-й гвардейский бомбардировочный авиационный Радомский Краснознамённый полк;
- 116-я гвардейская Радомская Краснознамённая авиационная база;
- 116-я гвардейская Радомская Краснознамённая разведывательно-бомбардировочная авиационная база;
- 116-я гвардейская штурмовая авиационная Радомская Краснознамённая база;
- Полевая почта 42048;
- Полевая почта 81776 (с 1953 года).

## Создание полка
116-й гвардейский истребительный авиационный полк образован 3 сентября 1943 года путём преобразования из 563-го истребительного авиационного полка в гвардейский за образцовое выполнение боевых задач и проявленные при этом мужество и героизм на основании Приказа НКО СССР.

## Переформирование полка
- 116-й гвардейский истребительный авиационный Радомский Краснознамённый полк в марте 1960 года преобразован в авиационный полк истребителей-бомбардировщиков. Получил наименование 116-й гвардейский Радомский Краснознамённый авиационный полк истребителей-бомбардировщиков
- 116-й гвардейский Радомский Краснознамённый авиационный полк истребителей-бомбардировщиков в 1982 году преобразован в бомбардировочный авиационный полк и перевооружён на Су-24. Получил наименование 116-й гвардейский Радомский Краснознамённый бомбардировочный авиационный полк.
- 116-й гвардейский Радомский Краснознамённый бомбардировочный авиационный полк в июле 1992 года в связи с распадом СССР передан Вооружённым силам Белоруссии.
- 01 октября 1993 года полк получил наименование 116-я гвардейская Радомская Краснознамённая авиационная база.
- 116-я гвардейская авиационная Радомская Краснознамённая база 17 июля 1996 года получила наименование 116-я гвардейская разведывательно-бомбардировочная авиационная Радомская Краснознамённая база.
- 116-я гвардейская разведывательно-бомбардировочная авиационная Радомская Краснознамённая база переименована 01 марта 2010 года в 116-ю гвардейскую Радомскую Краснознамённую штурмовую авиационную базу.

## В действующей армии
В составе действующей армии:
- с 3 сентября 1943 года по 8 сентября 1944 года
- с 25 ноября 1944 года по 9 мая 1945 года

## Командиры полка
- капитан, майор, подполковник Ненашев Василий Иванович[3], 12.09.1941 — 26.01.1944
- подполковник Елисеев Фёдор Дмитриевич[3], 02.04.1944 — 08.1944
- майор Бывшев Виктор Иович[3], 20.10.1944 — 31.12.1945

## В составе соединений и объединений
| Период        | Фронт (округ)                     | армия                | корпус                                             | дивизия                                                           | примечание                                                                                     |
| ------------- | --------------------------------- | -------------------- | -------------------------------------------------- | ----------------------------------------------------------------- | ---------------------------------------------------------------------------------------------- |
| 09.03.1943 г. | Центральный фронт                 | 16-я воздушная армия |                                                    | 283-я истребительная авиационная дивизия                          | Як-1                                                                                           |
| 03.09.1943 г. | Центральный фронт                 | 16-я воздушная армия |                                                    | 283-я истребительная авиационная дивизия                          | переименован в гвардейский Як-1                                                                |
| 20.10.1943 г. | Белорусский фронт                 | 16-я воздушная армия |                                                    | 283-я истребительная авиационная дивизия                          | Як-1                                                                                           |
| 17.02.1944 г. | 1-й Белорусский фронт             | 16-я воздушная армия |                                                    | 283-я истребительная авиационная дивизия                          | Як-1                                                                                           |
| 12.07.1944 г. | 1-й Белорусский фронт             | 6-я воздушная армия  | 13-й истребительный авиационный корпус             | 283-я истребительная авиационная дивизия                          | Як-1                                                                                           |
| 25.07.1944 г. | 1-й Белорусский фронт             | 6-я воздушная армия  | 13-й истребительный авиационный корпус             | 283-я истребительная авиационная дивизия                          | Лётный состав убыл в Саратов на авиазавод № 292 для переучивания и получения истребителей Як-3 |
| 25.07.1944 г. | Резерв ВГК                        | Авиация резерва ВГК  | 13-й истребительный авиационный корпус             | 283-я истребительная авиационная дивизия                          | Як-3                                                                                           |
| 18.09.1944 г. | Резерв ВГК                        | Авиация резерва ВГК  | 13-й истребительный авиационный корпус             | 283-я истребительная авиационная дивизия                          | аэродром Ивахновичи Брестской области, Як-3                                                    |
| 25.11.1944 г. | 1-й Белорусский фронт             | 16-я воздушная армия | 13-й истребительный авиационный корпус             | 283-я истребительная авиационная дивизия                          | Як-3                                                                                           |
| 09.05.1945 г. | 1-й Белорусский фронт             | 16-я воздушная армия | 13-й истребительный авиационный корпус             | 283-я истребительная авиационная дивизия                          | Як-3                                                                                           |
| 01.01.1946 г. | Закавказский военный округ        | 11-я воздушная армия |                                                    | 283-я истребительная авиационная дивизия                          | P-63 Kingcobra                                                                                 |
| 10.01.1949 г. | Закавказский военный округ        | 34-я воздушная армия |                                                    | 283-я истребительная авиационная дивизия                          | P-63 Kingcobra                                                                                 |
| 17.10.1951 г. | Закавказский военный округ        | 34-я воздушная армия | Плоештинская зона ПВО                              | 126-я истребительная авиационная дивизия                          | МиГ-15                                                                                         |
| 09.1953 г.    | Группа советских войск в Германии | 24-я воздушная армия | 61-й гвардейский истребительный авиационный корпус | 126-я истребительная авиационная дивизия                          | МиГ-17                                                                                         |
| 03.1960 г.    | Группа советских войск в Германии | 24-я воздушная армия | 61-й гвардейский истребительный авиационный корпус | 105-я авиационная дивизия истребителей-бомбардировщиков           | МиГ-17                                                                                         |
| 05.1980 г.    | Группа советских войск в Германии | 16-я воздушная армия | 71-й истребительный авиационный корпус             | 105-я авиационная дивизия истребителей-бомбардировщиков           | Су-17                                                                                          |
| 04.1988 г.    | Группа советских войск в Германии | 16-я воздушная армия |                                                    | 105-я авиационная дивизия истребителей-бомбардировщиков           | Су-24                                                                                          |
| 21.07.1989 г. | Белорусский военный округ         | 26-я воздушная армия |                                                    | 1-я гвардейская авиационная дивизия истребителей-бомбардировщиков | Су-24М                                                                                         |
| 31.07.1989 г. | Белорусский военный округ         | 26-я воздушная армия |                                                    | 1-я гвардейская бомбардировочная авиационная дивизия              | Су-24М                                                                                         |
| 07.1992 г.    | Белорусский военный округ         | 26-я воздушная армия |                                                    | 1-я гвардейская бомбардировочная авиационная дивизия              | передан в состав ВВС Белоруссии Су-24М                                                         |

## Участие в сражениях и битвах
- Воздушная операция по уничтожению немецкой авиации на аэродромах — 6 мая 1943 года.
- Орловская наступательная операция — с 12 июля 1943 года по 18 августа 1943 года.
- Черниговско-Припятская операция — с 26 августа 1943 года по 30 сентября 1943 года.
- Гомельско-Речицкая наступательная операция — с 10 ноября 1943 года по 30 ноября 1943 года.
- Белорусская операция — с 7 июля 1944 года по 29 августа 1944 года.
- Люблин-Брестская операция — с 18 июля 1944 года по 2 августа 1944 года.
- Висло-Одерская операция — с 12 января 1945 года по 3 февраля 1945 года.
- Варшавско-Познанская наступательная операция — с 14 января 1945 года по 3 февраля 1945 года.
- Восточно-Померанская операция — с марта 1945 года по 20 марта 1945 года.
- Берлинская наступательная операция — с 16 апреля 1945 года по 8 мая 1945 года.

## Почётные наименования
- 116-му гвардейскому истребительному авиационному полку 19 февраля 1945 года отличие в боях за овладение городом Радом приказом[4] ВГК присвоено почётное наименование «Радомский».

## Награды
- 116-й гвардейский истребительный авиационный полк 8 октября 1943 года за образцовое выполнение боевых заданий командования на фронте борьбы с немецкими захватчиками и проявленные при этом доблесть и мужество Указом Президиума Верховного Совета СССР[5] награждён орденом Красного Знамени.

## Благодарности Верховного Главнокомандования
- За прорыв обороны немцев на бобруйском направлении[6]
- За овладение городом Бобруйск[7]
- За овладение городом Барановичи и Барановичским укреплённым районом[8]
- За овладение крупным промышленным центром Польши городом Радом — важным узлом коммуникаций и сильным опорным пунктом обороны немцев[9]
- За овладение Лодзь и городами Кутно, Томашув (Томашов), Гостынин и Ленчица — важными узлами коммуникаций и опорными пунктами обороны немцев[10]

## Отличившиеся воины полка
- Найдёнов Николай Алексеевич, командир эскадрильи 563-го истребительного авиационного полка 283-й истребительной авиационной дивизии, удостоен звания Герой Советского Союза, Золотая Звезда № 1129
- Оборин Александр Васильевич, майор, командир эскадрильи 563-го истребительного авиационного полка 283-й истребительной авиационной дивизии, удостоен звания Герой Советского Союза будучи командиром 438-го истребительного авиационного полка 205-й истребительной авиационной дивизии 7-го истребительного авиационного корпуса 2-й воздушной армии 10 апреля 1945 года. Посмертно.

## Статистика боевых действий
Всего за годы Великой Отечественной войны полком:
| Выполнено боевых вылетов | Сбито самолётов в воздухе | Уничтожено самолётов всего |
| ------------------------ | ------------------------- | -------------------------- |
| 10174                    | 306                       | 306                        |

Свои потери:
| Потеряно самолётов, всего | Погибло лётчиков всего | Погибло лётчиков в воздушных боях | Не вернулись с боевого задания | Погибло при налётах и прочие небоевые потери | Погибло в авиакатастрофах и умерло от ран |
| ------------------------- | ---------------------- | --------------------------------- | ------------------------------ | -------------------------------------------- | ----------------------------------------- |
| 128                       | 54                     | 28                                | 16                             | 1                                            | 9                                         |

## Базирование полка
- Гютерфельде, Германия,05.1945 — 12.1945
- Мериа, Грузия, 12.1945 — 10.1953
- Альтес-Лагер , Германия, 10.1953 — 07.1968
- Бранд, Германия, 07.1968 — 21.7.1989
- Россь, Гродненская область, 21.7.1989 — 08.2010

## Самолёты на вооружении
| Период      | Самолёты            |
| ----------- | ------------------- |
| 1941 — 1942 | И-16                |
| 1941 — 1942 | МиГ-3               |
| 1942 — 1944 | Як-1                |
| 1944 — 1946 | Як-3                |
| 1946 — 1951 | Bell P-63 Kingcobra |
| 1951 — 1952 | МиГ-15              |
| 1952 — 1968 | МиГ-17              |
| 1968 — 1974 | МиГ-17Ф             |
| 1974 — 1984 | Су-7Б               |
| 1982 — 2010 | Су-24М              |
| 1994 — 2010 | Су-24МР             |